# Paracyatholaimus pentodon
Paracyatholaimus pentodon är en rundmaskart som beskrevs av Reimann 1966. Paracyatholaimus pentodon ingår i släktet Paracyatholaimus och familjen Cyatholaimidae. Inga underarter finns listade i Catalogue of Life.